# Nitronaphthaline
Die Nitronaphthaline sind chemische Verbindungen aus der Gruppe der aromatischen Nitroverbindungen. Sie bestehen aus einem Naphthalingerüst mit einer Nitrogruppe (–NO2) als Substituenten. Durch deren unterschiedliche Anordnung ergeben sich zwei Konstitutionsisomere mit der Summenformel C10H7NO2.
| Gefahrensymbol | Gefahrensymbol | Gefahrensymbol |

| Gefahrensymbol | Gefahrensymbol | Gefahrensymbol |

## Vorkommen
Die Nitronaphthaline kommen in geringer Konzentration in Dieselmotor- und Industrieabgasen, sowie in Verbrennungsrückständen von Holz (bei unvollständiger Verbrennung von organischem Material) vor.

## Gewinnung und Darstellung
1-Nitronaphthalin wird durch Reaktion von Naphthalin mit Nitriersäure gewonnen, wobei als Nebenprodukt auch 2-Nitronaphthalin entsteht. Bei technischen Prozessen beträgt das Produktverhältnis > 95 % (1-Nitronaphthalin) zu < 4,5 % (2-Nitronaphthalin).

## Verwendung
Nitronaphthaline werden zur Herstellung von Naphthylaminen, Farbstoffen (speziell Azofarbstoffen) und Schädlingsbekämpfungsmitteln verwendet.

## Sicherheitshinweise
Stäube der Nitronaphthaline können mit Luft explosionsfähige Gemische bilden. Es besteht der Verdacht, dass 1-Nitronaphthalin ein krebserzeugendes Potential besitzt; im Tierversuch ist 2-Nitronaphthalin schwach, aber eindeutig krebserzeugend.